# Mai Point
Der Mai Point ist eine Landspitze an der Nordküste Südgeorgiens. Er stellt das nördliche Ende der Thatcher-Halbinsel dar und markiert östlich die Einfahrt zur Bucht Maiviken, einer kleinen Nebenbucht der Cumberland West Bay.
Kartiert wurde sie bei der Schwedischen Antarktisexpedition (1901–1903) unter der Leitung Otto Nordenskjölds. Die Benennung steht in Verbindung mit der gleichnamigen Bucht, in welche die Expeditionsteilnehmer im Mai 1902 vorgedrungen waren.